# Dominicus van der Smissen

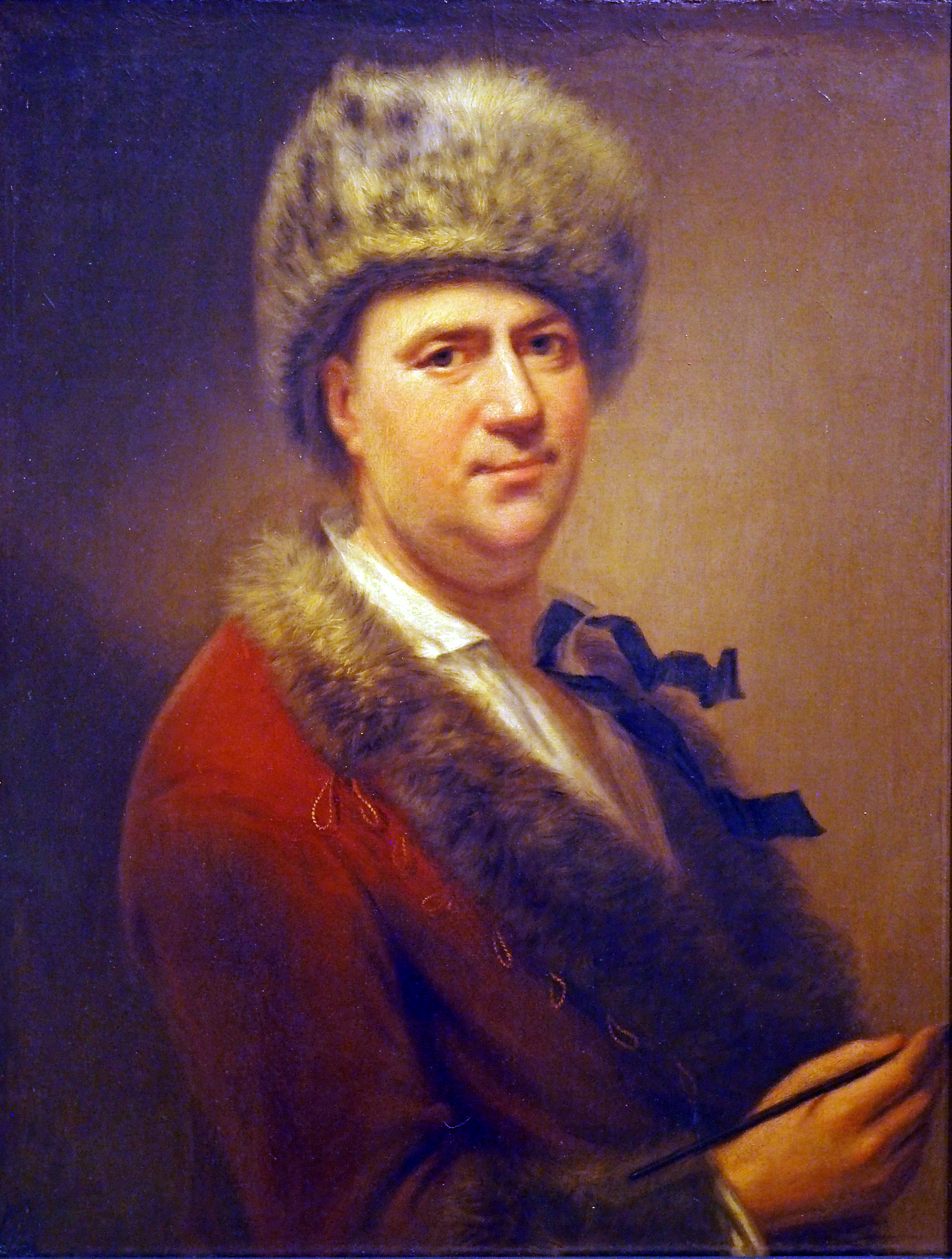
Selbstbildnis 1739/40

Dominicus van der Smissen, auch Van der Schmissen (* 28. April 1704 in Altona; † 6. Januar 1760 ebenda) war ein deutscher Maler.

## Leben
Van der Smissen kam aus einer ursprünglich aus Brabant stammenden Kaufmannsfamilie. Die mennonitische Familie hatte sich als Glaubensflüchtlinge Ende des 16. Jahrhunderts in den damals zu Dänemark gehörenden Städten Schleswigs und Holsteins angesiedelt, in denen der dänische König Glaubensfreiheit garantierte, zunächst in Friedrichstadt, dann in Glückstadt und schließlich in Altona. Sein Vater Hinrich van der Smissen hatte es als Gründer eines der größten Handelshäuser Altonas zu großem Ansehen und Wohlstand gebracht.
Er wurde Schüler von Balthasar Denner. Über sein Leben ist sonst wenig bekannt. Er reiste viel und war vorwiegend als Porträtmaler tätig. Um 1738 arbeitete er in Altona und 1739/40 war er Hofmaler in Braunschweig. In den 1740er Jahren wirkte er in Dresden, später in Amsterdam und in den 1750er Jahren in London. Als Dominicus van der Smissen an Gicht erkrankte, kehrte er in der Hoffnung zu genesen nach Altona zurück, wo sich die Krankheit jedoch verschlimmerte und er bis zu seinem Tode gelähmt blieb.
Als Freimaurer war er Mitglied mehrerer Logen; u. a. wurde er 1747 bei der Leipziger Loge Minerva zu den drei Palmen als Mitglied angenommen.
Van der Smissen heiratete am 29. Juli 1730 die Schwester seines Lehrers, Catharina Denner (* 6. November 1693; † 4. April 1778), deren Vater Jakob Denner ein mennonitischer Prediger war. Das Paar hatte einen Sohn Jakob van der Smissen (ca. 1735–1813), der ebenfalls Maler wurde und später als Professor für Zeichenkunst in Altona tätig war.

## Werke
Alfred Lichtwark schrieb 1898, dass noch eine Generation zuvor eine ganze Reihe seiner Bilder in Häusern Hamburger Familien zu sehen gewesen seien, darunter Landschaftsbilder, Stillleben und Porträts: Vor einem Menschenalter gab es noch viele Werke des Künstlers im Hamburger Besitze, Landschaften, die heute ganz unauffindbar zu sein scheinen, Stillleben, die sehr selten geworden sind, und Bildnisse, die ebenfalls nicht häufig mehr vorkommen. In Museen finden sich heute fast nur noch Porträts von ihm. Von seinem Lehrer Denner unterscheidet ihn nach Lichtwarks Einschätzung, dass die Farben einen Grad blasser und stumpfer seien und dass van der Smissen in seinen Bildern eine kühle graue Stimmung suche.

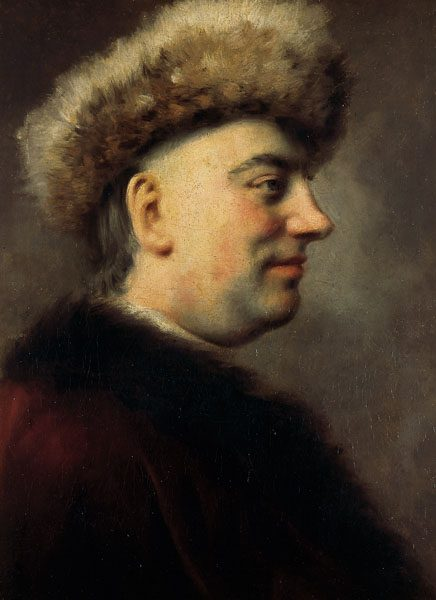
Barthold Heinrich Brockes

Die Hamburger Kunsthalle besitzt die umfangreichste Sammlung seiner Bilder, darunter:
- Selbstbildnis (im Katalog von 1921 Nr. 432)
- Vincent Rumpff (165)
- Porträt eines Hamburger Bürgermeisters und seiner Frau (166, 167)
- Porträt eines Kapitäns (433)
- Stillleben (434)
- Hinrich I. van der Smissen

andere Museen:
- Friedrich von Hagedorn (Brustbild nach rechts), Unbez. Öl auf Leinwand. 53,4 × 42,2 cm. Um 1745[6]
- Barthold Heinrich Brockes, Unbez. Öl auf Leinwand. 56 × 43 cm. Um 1745[7]
- Meta Klopstock, Unbez. Öl auf Leinwand. 75,2 × 61,1 cm. Um 1755[6]
- Charlotte Goverts, Unbez. Öl auf Leinwand. 75,2 × 61,6 cm. Um 1750[6]
- Hermann Goverts, Unbez. Öl auf Leinwand. 76,0 × 62,0 cm. Um 1750[6]
- Herzog Karl I. zu Braunschweig-Lüneburg, Unbez. Öl auf Leinwand. 81,2 × 66,8 cm. 1739.[8][9]
- Herzogin Elisabeth Sophie Marie zu Braunschweig-Lüneburg (zugeschrieben), Unbez.- Öl auf Leinwand. 84,7 × 67,3 cm, um 1740/1750.[10][9]

Im Herzog Anton Ulrich-Museum in Braunschweig:
- Selbstbildnis
- Bildnis einer Dame